# CAVE (市民運動)
CAVE（ケイヴ）とは、英語: “Citizens Against Virtually Everything”（ほとんど何にでも反対する市民たち）の略語で、自分たちの地域社会や組織、職場などにおける何らかの変化に対して、常々反対する市民を指す蔑称 (pejorative)。
このような現象は、住民たちが表向きは自分たちの地元地域にはふさわしくないという理由で開発行為に反対する、いわゆるNIMBY（Not In My Back Yard：我が家の裏には御免）の現象と結びついている。NIMBY現象が、典型的には開発問題に関するものであるのに対し、CAVEはその名の通り、事実上あらゆる事柄に反対する。このような姿勢は、税金や下水道料金などの公共料金の引き上げから、公共交通機関の経路、駐車に関する規則、基礎自治体の合併や併合まで、様々な公共政策の変更に反対することで明らかにされる。CAVEの人々は、しばしば公開の集会などに出席して自分たちの見解を表明したり、地元の新聞に投稿したり、トーク・ラジオ番組に電話をかけたりする。
英語では、「cave」は「洞窟」、「caveman」は「原始人」を意味するが、これを踏まえて、CAVEと目される人々に対して「CAVEman」といった表現がなされることもある。

## 起源
「CAVEの住民たち」を意味する「CAVE dwellers」という表現は、1990年9月30日付の『Orlando Sentinel』紙で使用されている。この論説の筆者は、この言葉が「語る価値のある最新の批判か、あるいは無価値か? (Is latest criticism worthwhile talk or just worthless?)」と問いかけた上で、具体的な紙名を伏せて、あるフロリダ州の新聞によるとして、この言葉が、この記事より前から存在していたことを示唆している。